# Franck Mailleux
Franck Mailleux, né le 27 mai 1985 à Saint-Malo, est un pilote automobile français.

## Carrière
- 2003 : 17e du Championnat de France de Formule Renault
- 2004 : 13e du Championnat de France de Formule Renault
- 2005 : 5e du Championnat de France de Formule Renault (1 Victoire)
- 2006 : 10e du Championnat de Grande-Bretagne de Formule Renault - Champion des Winter Series
- 2007 : 7e du Championnat de Formule 3 Euro Series
- 2008 : 10e du Championnat de Formule 3 Euro Series
- 2009 : 11e aux 24 Heures du Mans 2009 au classement général, 10e au classement des LMP1.
- 2010 : abandon au cours des 24 Heures du Mans 2010, catégorie LMP1.
- 2011 : 9e aux 24 Heures du Mans 2011 au classement général, 2e au classement des LMP2[1].
- 2020 : 14e aux 24 Heures du Nürburgring au classement général
- 2021 : 4e aux 24 Heures du Mans 2021 au classement général, 4e de la catégorie Hypercar[2]
- 2022 : 3e aux 24 Heures du Mans 2022, 3e de la catégorie Hypercar

## Résultat en endurance

### 24 Heures du Mans
| Année | Équipe                | Coéquipiers                      | Voiture                | Catégorie | Tours | Pos.    | Class Pos. |
| ----- | --------------------- | -------------------------------- | ---------------------- | --------- | ----- | ------- | ---------- |
| 2009  | Signature Compétition | Pierre Ragues Didier André       | Courage Oreca LC70E    | LMP1      | 344   | 11e     | 10e        |
| 2010  | Signature Compétition | Pierre Ragues Vanina Ickx        | Lola Aston Martin LMP1 | LMP1      | 302   | Abandon | Abandon    |
| 2011  | Signatech-Nissan      | Lucas Ordóñez Soheil Ayari       | Oreca 03               | LMP2      | 320   | 9e      | 2e         |
| 2012  | Signatech-Nissan      | Jordan Tresson Olivier Lombard   | Oreca 03               | LMP2      | 340   | 16e     | 9e         |
| 2013  | Morand Racing         | Natacha Gachnang Olivier Lombard | Morgan LMP2            | LMP2      | 320   | 11e     | 5e         |
| 2014  | Race Performance      | Michel Frey Jon Lancaster        | Morgan LMP2            | LMP2      | 342   | 13e     | 8e         |
| 2021  | Glickenhaus Racing    | Luis Felipe Derani Olivier Pla   | Glickenhaus 007 LMH    | LMH       | 367   | 4e      | 4e         |
| 2022  | Glickenhaus Racing    | Ryan Briscoe Richard Westbrook   | Glickenhaus 007 LMH    | LMH       | 375   | 3e      | 3e         |